# Wörnitz, Bavaria
Wörnitz este o comună din landul Bavaria, Germania.